# Kim Vilfort
Kim Vilfort (født 15. november 1962 i Valby) er en dansk tidligere professionel fodboldspiller, der spillede 77 kampe for landsholdet. Han er således blandt de 15 spillere, der har spillet flest landskampe.
Kim Vilfort er student fra Gammel Hellerup Gymnasium og er uddannet lærer.
I 1991 fik han æren af at blive udnævnt til Årets Fodboldspiller i Danmark (sammen med Peter Nielsen), og det var endda året før han blev Europamester.
Kim fik sin landsholdsdebut 5. oktober 1983 og sluttede i 1996. Han scorede 14 mål – og ét af dem kender de fleste fodboldelskere, for det var i finalen i Göteborg mod Tyskland ved EM i 1992
Han startede sin karriere i Skovlunde IF og kom siden til Boldklubben Frem. Han var også en kort overgang forbi Lille. Han skiftede i 1986 til Brøndby IF, hvor han spillede i 12 år. Han sluttede den 1. maj 1998 med et flyvende hovedstødsmål som punktum for en stor karriere, hvor han var kendt som en fornuftig og fair spiller. På linje med Bjarne Jensen karakteriseres Kim Vilfort af de fleste som Mr. Brøndby.[kilde mangler]
Kim Vilfort blev så populær i Brøndby IF at Brøndby Stadion blandt klubbens fans fik tilnavnet Vilfort Park. Han er den dag i dag stadig tilknyttet Brøndby IF's talentudvikling som talentchef.

## Hæder

### Personlig Hæder
- Årets Fodboldspiller i Danmark: 1991
- Årets spiller i Brøndby: 1991
- Århundredets spiller: 2014[3][1]